# Liste des monuments de Vernon
Vernon est une ville située en région Normandie, dans le département de l'Eure, en France. Elle comprend d'importants monuments du patrimoine tant architectural que naturel.

## Patrimoines

### Patrimoine religieux
- Église Notre-Dame, actuellement collégiale
- Église Saint-Jacques-le-Mineur (détruite à partir de 1791)
- Église Saint-Nicolas de Vernonnet (1861) : remplace la suivante ;
- Église paroissiale Saint-Nicolas-Saint-Lubin, à Vernonnet ; détruit en 1860 ; en subsiste le portail déplacé vers le presbytère[3]. Ce portail est inscrit au titre des monuments historiques depuis 1926[4]
- Église paroissiale Sainte-Geneviève, détruite peu après 1791[5]
- Couvent de Cordeliers Saint-Éloi, détruit à partir de 1791. Lieu de sépulture de Marguerite de Bourgogne (1315)
- Couvent de capucins, caserne
- Couvent de pénitents Notre-Dame-de-Bonne-Espérance : quelques vestiges postérieurs à juin 1940, visibles rue du Docteur-Chanoine, quartier de Vernonnet
- Prieuré de bénédictines dit le Petit Couvent[6] : vestiges à Bizy

### Patrimoine civil
- Hôtel ; hospice, hôtel dit hôtel de Croismare ; hospice dit bureau des pauvres
- Hôtel de Venise
- Hôtel de ville
- Hôtel de voyageurs dit hôtel de Strasbourg, brasserie Kieffer
- Hôtel de voyageurs dit hôtel du Lion d'Or
- Hôtel de voyageurs dit hôtel d'Évreux
- Hôtel dit pavillon Penthièvre
- Châteaux de Bizy
- Hôtel-Dieu et prieuré Saint-Jean-Baptiste, puis Saint-Louis, puis abbaye Saint-Louis
- Maison (immeuble Benac)
- Maison dite pavillon du Vieux Château
- Maison dite villa Castelli
- Maison dite villa Chantereine
- Maison dite villa Le Belvédère
- Maison dite villa Parisis
- Maison jumelée
- Maison jumelée
- Maison à pans de bois dite maison du Temps Jadis
- Maison, atelier de menuiserie
- Maison, dite La Cigogne
- Maison, dite Manoir du Grévarin
- Maison, hôtel du Cheval blanc, hôtel de la Marine, actuellement musée Alphonse-Georges-Poulain
- Ancien château de Vernonnet, dit Château des Tourelles
- Tour des archives